# Tim Sheehy
Timothy Patrick Sheehy (ur. 15 listopada 1985 w hrabstwie Ramsey) – amerykański polityk i przedsiębiorca, żołnierz United States Navy SEALs w stopniu porucznika, senator Stanów Zjednoczonych z Montany od 2025 roku.

## Życiorys
Urodził się 15 listopada 1985 w hrabstwie Ramsey w stanie Minnesota, dorastał w znajdującym się w obszarze metropolitarnym Minneapolis-Saint Paul mieście Shoreview. W sierpniu 2006 roku ukończył z wyróżnieniem US Army Ranger School, w maju 2008 roku ukończył natomiast United States Naval Academy.
W 2004 roku uzyskał stopień midszypmena, pomiędzy czerwcem 2004 roku a majem 2008 roku stacjonował w Annapolis w stanie Maryland oraz w Fort Benning w Georgii. Jest weteranem wojny w Afganistanie i Iraku, gdzie przewodził amerykańskim siłom podczas ponad stu starć ogniowych z siłami rebelianckimi i terrorystycznymi. W latach 2012–2014 stacjonował w Honolulu, gdzie był odpowiedzialny za logistykę operacji głębokomorskich. 
W latach 2014–2019 był odpowiedzialny za rekrutację i selekcję kandydatów do United States Naval Academy w stanie Montana. W 2014 roku założył firmę Bridger Aerospace, świadczącą usługi gaszenia pożarów z powietrza, notowaną od 2023 roku na giełdzie NASDAQ. Zajmował się gaszeniem pożarów na zachodnim wybrzeżu Stanów Zjednoczonych jako pilot samolotu gaśniczego.
W czerwcu 2023 roku ogłosił, że zamierza się ubiegać o stanowisko senatora Stanów Zjednoczonych. Zwyciężył w prawyborach Partii Republikańskiej, zdobywając 139 857 (73,60%) głosów. 5 listopada 2024 roku pokonał w wyborach urzędującego senatora Jona Testera. 3 stycznia 2025 został zaprzysiężony przez wiceprezydent Stanów Zjedndoczonych Kamalę Harris na wspomniane wcześniej stanowisko.